# Ursus arctos marsicanus
El oso pardo de los Apeninos (Ursus arctos marsicanus) es una subespecie del oso pardo endémico de Italia, donde cálculos recientes estiman existe una población entre los 55 y los 85 ejemplares.
El oso vive en los Abruzzos, básicamente en el Parque nacional de los Abruzos, Lacio y Molise y, desde hace unos años, aún en el Parque nacional de la Majella, donde nacieron unos ositos en el 2014 y en los años siguientes. 
Son animales omnívoros aunque prevalece su condición herbívora en un 90%. Los machos pueden superar los 200 kilogramos de peso en otoño y una altura puestos en pie de entre 1,80 y 1,90 m, mientras que las hembras superan raramente los 140 kg. Suelen parir cada 3 o 4 años, ya que tras cada gestación de seis meses suelen tener dos (de vez en cuando uno o tres, excepcionalmente cuatro) oseznos que acompañarán a su madre durante un periodo de entre dos y tres años.
La protección que se les intenta ofrecer desde el año 1940 ha permitido a la subespecie recuperarse y expandirse si bien siguen muriendo ejemplares por disparos y por veneno, y su escasa población le hace ser catalogada como en estado crítico cercana a la extinción.